# ドミトリ・メンデレーエフ

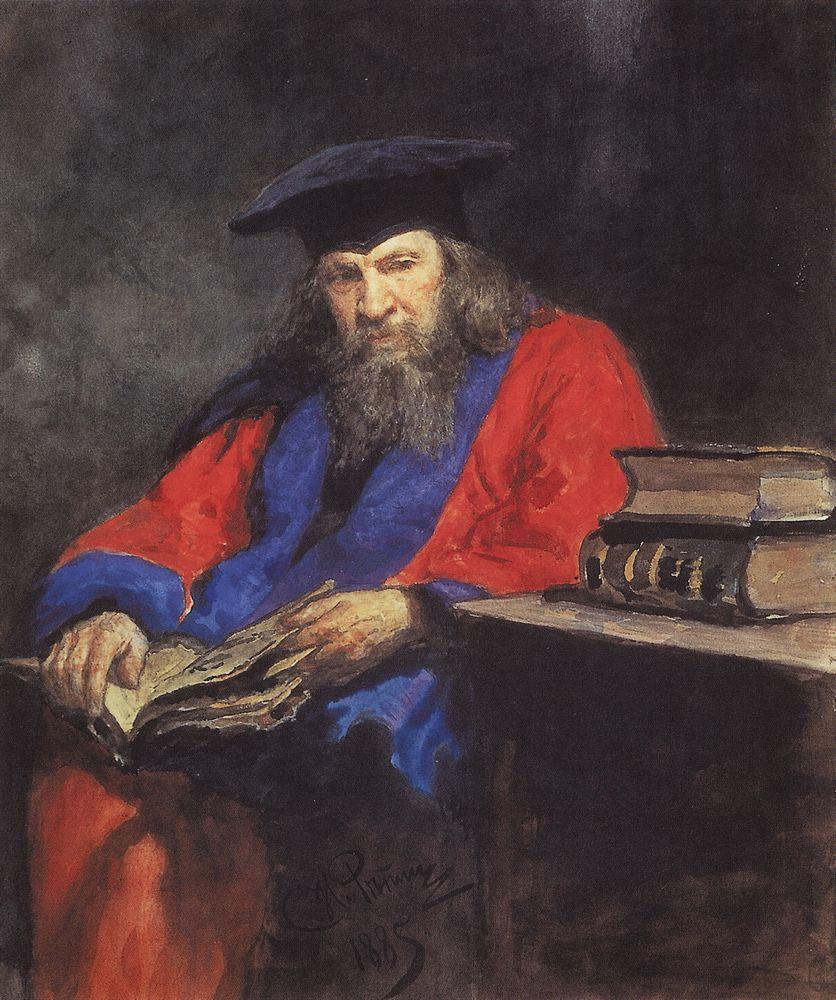
イリヤ・レーピンによるドミトリ・メンデレーエフの肖像画。

ドミトリ・イヴァーノヴィチ・メンデレーエフ（ロシア語: Дми́трий Ива́нович Менделе́ев, ラテン文字転写: Dmitrij Ivanovich Mendelejev； 発音、1834年1月27日（グレゴリオ暦2月8日）- 1907年1月20日（グレゴリオ暦2月2日））は、ロシアの化学者である。元素周期表を作成し、それまでに発見されていた元素を並べ周期的に性質を同じくした元素が現れることを確認した。この周期性に基づき、当時発見されていなかった数々の元素の存在を予言した。101番元素メンデレビウムは彼の名を由来にした元素である。

## 経歴
メンデレーエフは西シベリアのトボリスクに母マリア・ドミトリーヴナ・メンデレーエヴァ（旧姓コルニレヴァ）と父イヴァン・パヴロヴィッチ・メンデレーエフの14人の子供の末っ子として生まれた。14歳、当時中学校の校長をしていた父を亡くした。1849年に貧しい家族とともにサンクトペテルブルクに移り住み、1850年には高等師範学校へと進学した。卒業後の1855年に黒海近くのクリミア半島のシンフェローポリにある中等学校（ギムナジウム）の博物学の教師として赴任した。しかし、クリミア戦争中で講義はなく、すぐにオデッサのリシュリュー・リセ（より程度の高い中等学校）に転任になった。翌1856年に修士論文の審査のため再びサンクトペテルブルクへと戻った。1859年から1861年の間気体の密度についてハイデルベルクで研究を行う。1861年再びロシアに戻った。1862年4月、Feozva Nikitchna Lascheva と結婚した。1864年にはサンクトペテルブルクの高等技術専門学校で化学の教授となった。さらに1865年4月にサンクトペテルブルク大学の技術化学の員外教授に任じられ、12月には正教授に進んだ。1867年10月に技術化学から一般化学の講座に転じた。
1865年にジョン・ニューランズが「オクターブの法則」（8番目ごとに似た性質の元素が配置される。）を発表した。メンデレーエフも同様の考えを持っており、1869年の3月6日にロシア化学学会で「Соотношение свойств с атомным весом элементов（元素の性質と原子量の関係）」と題した発表をして『ЖРФХО』誌に掲載され、同年ドイツ語で「Die periodische Gesetzmässigkeit der Elemente」と題し『Z. Chem.』誌に、1872年には『Ann. Chem. Pharm.』誌に掲載された。そこで、元素の周期性について以下のことを指摘した。

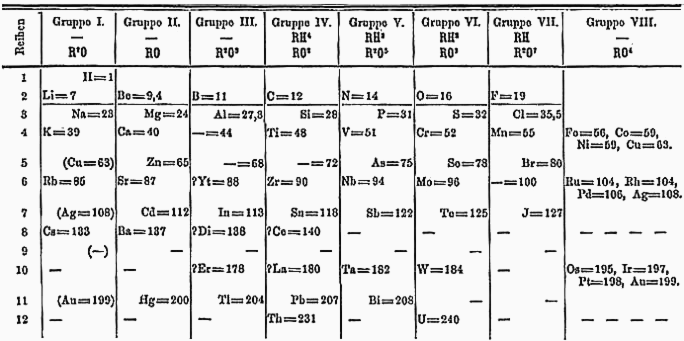
1871年の周期表。当時未発見のガリウムやゲルマニウムなどの位置は"―"印となっている。

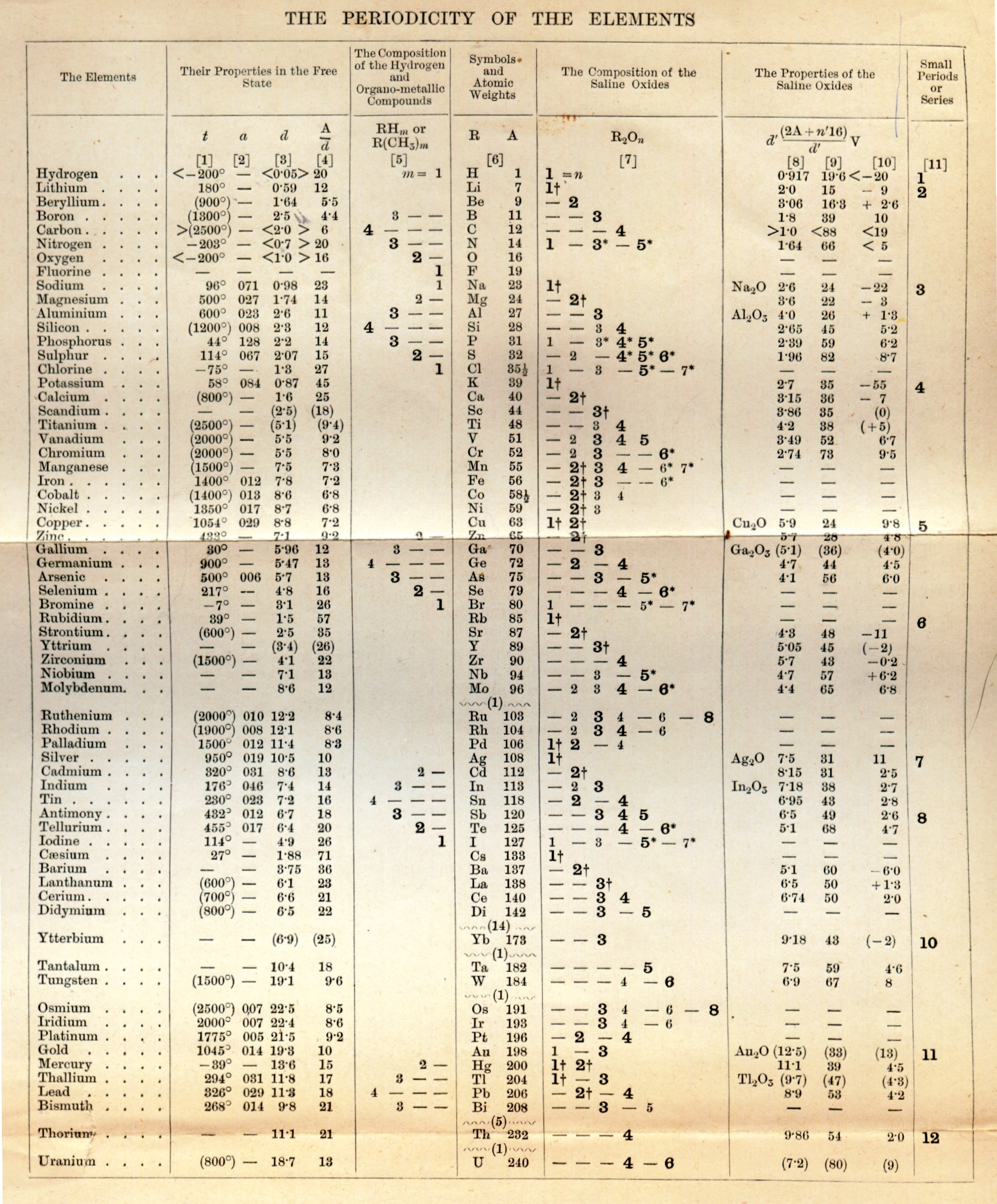
メンデレーエフの最初の英語版の周期表。（1891年のロシア語の第5版をベースにしている。）

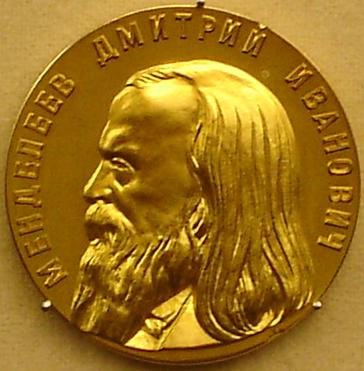
メンデレーエフメダル

1. 元素は原子量の順に並べると明らかにその性質ごとの周期性を表す。
2. 科学的特性の類似する元素はほぼ同じ原子量であるか（例：白金、イリジウム、オスミウム）、原子量が規則的に増加するか（例：カリウム、ルビジウム、セシウム）である。
3. 元素グループ内での原子量順に並べた元素の配列はいわゆる原子価だけでなく、ある範囲まで、独特の化学的特性と一致する。
4. 広範囲に存在している元素の原子量は小さい。
5. 分子の大きさが化合物の性質を決定するように、原子量の大きさが元素の性質を決定する。
6. 未知の元素の発見が期待される。たとえば、共に原子量が65から75の間であり、化学的特性がアルミニウムに類似する元素およびケイ素に類似する元素が存在するであろう（後年、該当するガリウム、ゲルマニウムが発見される）。
7. 元素の原子量は原子番号順で前後する元素の原子量に関する知識により修正できることがある。たとえば、テルルの原子量は123から126の間にあり、128にはなりえない。
8. 元素の特徴的な特性はその原子量から予言できる。

周期表の考えは発表当初は疑いの目で見るものも多かった。「それなら、今度はA, B, C, …の順に並べてはどうだ」という者もいたという。しかし、メンデレーエフが周期表に空欄を作って予言したとおりの場所に、1875年にガリウム、1879年にスカンジウム、1886年にゲルマニウムと次々と新元素が発見されたことから正確さが確かめられ、高く評価されるようになった。なお、メンデレーエフが周期表を発表した数ヵ月後にドイツのロータル・マイヤーが事実上同一の表を発表しており、周期表はメンデレーエフとマイヤーの共同成果であると考える者もいるが、未発見の元素の予測の質がよかったため、メンデレーエフ単独の功績とみなされている。
1890年、サンクトペテルブルク大学の学生の奨学金増額要求を文部大臣イワン・デリャーノフに取り次ぎ、拒否されるとそれに抗議して同大学を辞職した。
辞職した後、海軍省の依頼で無煙火薬を研究し1891年までにピロコロジオンを発明した。
1892年、王立協会外国人会員選出。同年、メンデレーエフは度量衡局の所長となった。メンデレーエフは死去するまで度量衡局の局長を務めた。
メンデレーエフの研究は、1906年のノーベル化学賞にノミネートされるも、たった一票の差でアンリ・モアッサンに敗れる。翌年に死去。

## 逸話
1869年の2月17日、元素の原子量とその化学的特性との関係について考えていたメンデレーエフは、そのまま眠りに落ちてしまった。居眠りの最中、彼は夢の中で、すべての元素が原子量の順に並んだ表を見た。目を覚ました彼は即座にその表を紙に書いた。彼はこの表から、元素を原子量の順に並べると化学的特性が周期的に繰り返されるという発想を思い付いた。
当局に追われるイワン・セチェノフを一時期、自身の研究所に雇い入れて庇護した。
ドミトリ・メンデレーエフの息子ヴラジーミルは海軍少尉として1891年から1892年にかけて長崎に数回寄港し、日本人ヒデシマ・タカとのあいだに娘フジをもうけた。その後、ドミトリ・メンデレーエフはヒデシマに養育費を送った。
娘のリュボーフィは、詩人のアレクサンドル・ブロークと結婚する。ブロークの死後は共産党政権の支配がおよんでいなかった南ロシアに逃亡した。メンデレーエフ家のアパルトマンは1919年からブロークの友人で画家のユーリイ・アンネンコフが借りて住んでいた。

### ウォッカに関する口承
度量衡局長となったメンデレーエフが、ウォッカの製造技術の標準化に携わり、「ウォッカはアルコールを40%含む」と規定されるきっかけを作ったとする話が伝わっている。実際には、度量衡局でそのような規定を定めた事実はない。また、ウォッカに関する規定は1843年には設けられており、当時9歳のメンデレーエフが関わる余地はなかった。

### 心霊術への懐疑的態度
メンデレーエフの友人であったアレクサンドル・ブートレロフは当時流行していた心霊術実験を信じ込んでいた。メンデレーエフは1875年にロシア物理化学会にあてて、心霊現象究明委員会の設置を要求し、心霊術のからくりをあばく仕事に乗り出している。

## その他
メンデレーエフの功績を顕彰するため、様々なものの名前に彼の名が残されている。例えば1955年、101番元素は彼の名にちなみ「メンデレビウム」と命名された。その他、月のクレーターの名称、タタールスタン共和国の都市メンデレーエフスク、モスクワ地下鉄9号線の駅（メンデレーエフスカヤ駅、「メンデレーエフの駅」という意味）、国後島の空港（メンデレーエフ空港）などがある。メンデレーエフスカヤ駅の装飾は分子模型をかたどったユニークなものである。
2016年2月8日には、メンデレーエフの生誕182年を記念して、Googleのロゴマークが彼にちなんだものにされた。